# Amstel Gold Race 1979
De Amstel Gold Race 1979 was 237 km lang en ging van Heerlen naar Meerssen. Op het parcours waren er 20 hellingen. Aan de start stonden 137 renners.

## Verloop
Op circa 22 km voor de finish gaat Jan Raas in de aanval, hij krijgt gezelschap van Henk Lubberding en Sven-Åke Nilsson. In Rothem rijdt Jan Raas gemakkelijk weg en rijdt daarna solo naar de zege.

## Hellingen
De 20 hellingen gerangschikt op voorkomen op het parcours.

| 1. Hussenberg 2. Raarberg 3. Cauberg 4. Sibbergrubbe 5. Keutenberg 6. Fromberg 7. Mingersberg 8. Gulperberg 9. Koning van Spanje 10. Heyenrath | 11. Kruisberg 12. Mingersberg (2e maal) 13. Gulperberg (2e maal) 14. Koning van Spanje (2e maal) 15. Heyenrath (2e maal) 16. Sibbergrubbe (2e maal) 17. Keutenberg (2e maal) 18. Fromberg (2e maal) 19. Sibbergrubbe (3e maal) 20. Cauberg (2e maal) |

## Uitslag
| rang | renner             | land      | tijd       |
| ---- | ------------------ | --------- | ---------- |
| 1    | Jan Raas           | Nederland | 5u 59' 56" |
| 2    | Henk Lubberding    | Nederland | op 0' 39"  |
| 3    | Sven-Åke Nilsson   | Zweden    | z.t.       |
| 4    | Willy Teirlinck    | België    | op 1' 06"  |
| 5    | Joop Zoetemelk     | Nederland | z.t.       |
| 6    | Michel Laurent     | Frankrijk | z.t.       |
| 7    | Frits Pirard       | Nederland | op 1' 13"  |
| 8    | Lucien Van Impe    | België    | op 1' 40"  |
| 9    | Claude Criquielion | België    | z.t.       |
| 10   | René Martens       | België    | z.t.       |

1966 · 1967 · 1968 · 1969 · 1970 · 1971 · 1972 · 1973 · 1974 · 1975 · 1976 · 1977 · 1978 · 1979 · 1980 · 1981 · 1982 · 1983 · 1984 · 1985 · 1986 · 1987 · 1988 · 1989 · 1990 · 1991 · 1992 · 1993 · 1994 · 1995 · 1996 · 1997 · 1998 · 1999 · 2000 · 2001 · 2002 · 2003 · 2004 · 2005 · 2006 · 2007 · 2008 · 2009 · 2010 · 2011 · 2012 · 2013 · 2014 · 2015 · 2016 · 2017 · 2018 · 2019 · 2020 · 2021 · 2022 · 2023 · 2024

Lijst van beklimmingen